# Lionel Terray

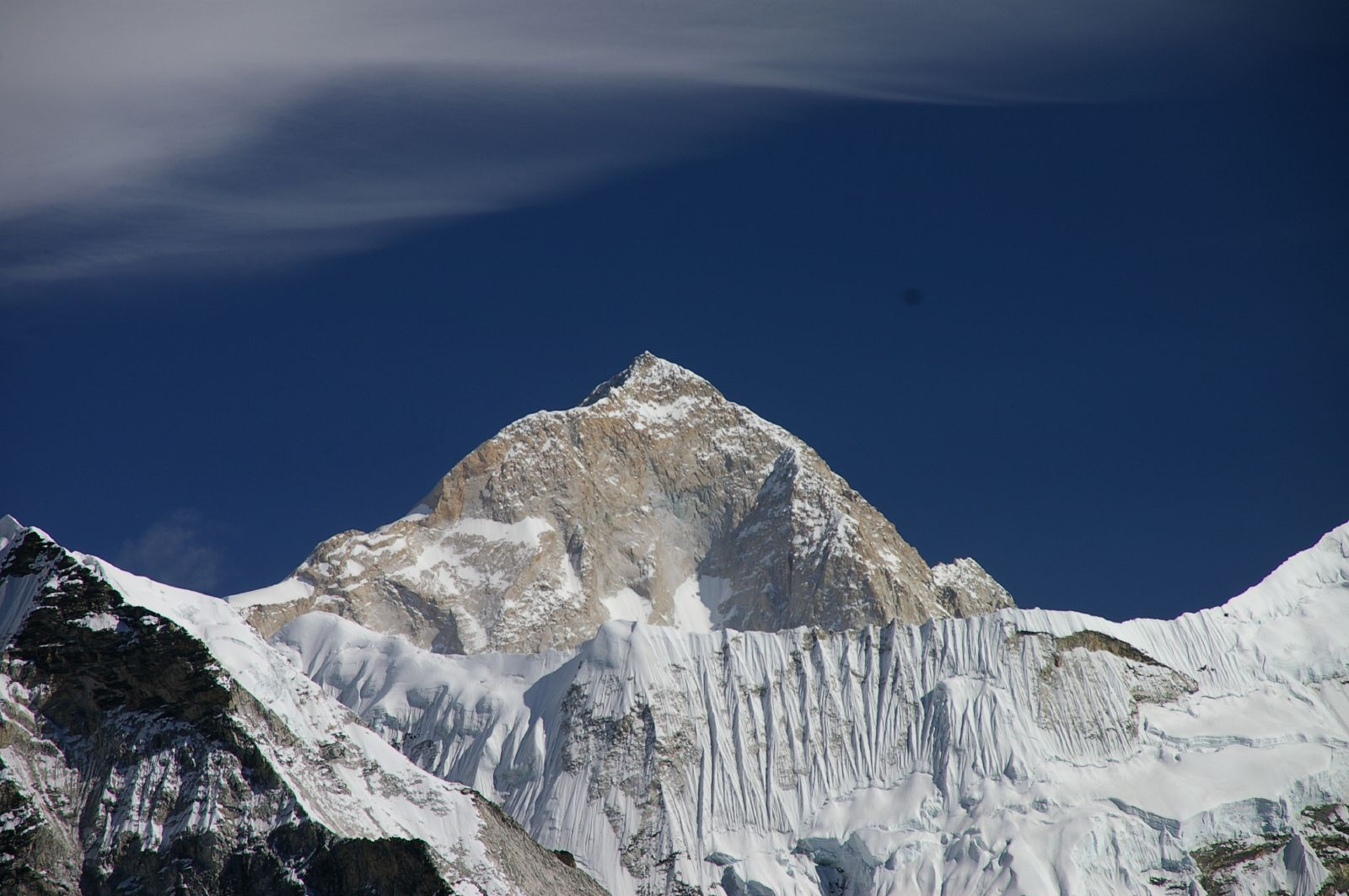
15 maj 1955: erövring av Makalu. Lionel Terray var medlem i den franska expeditionen, som nådde den centrala toppen.

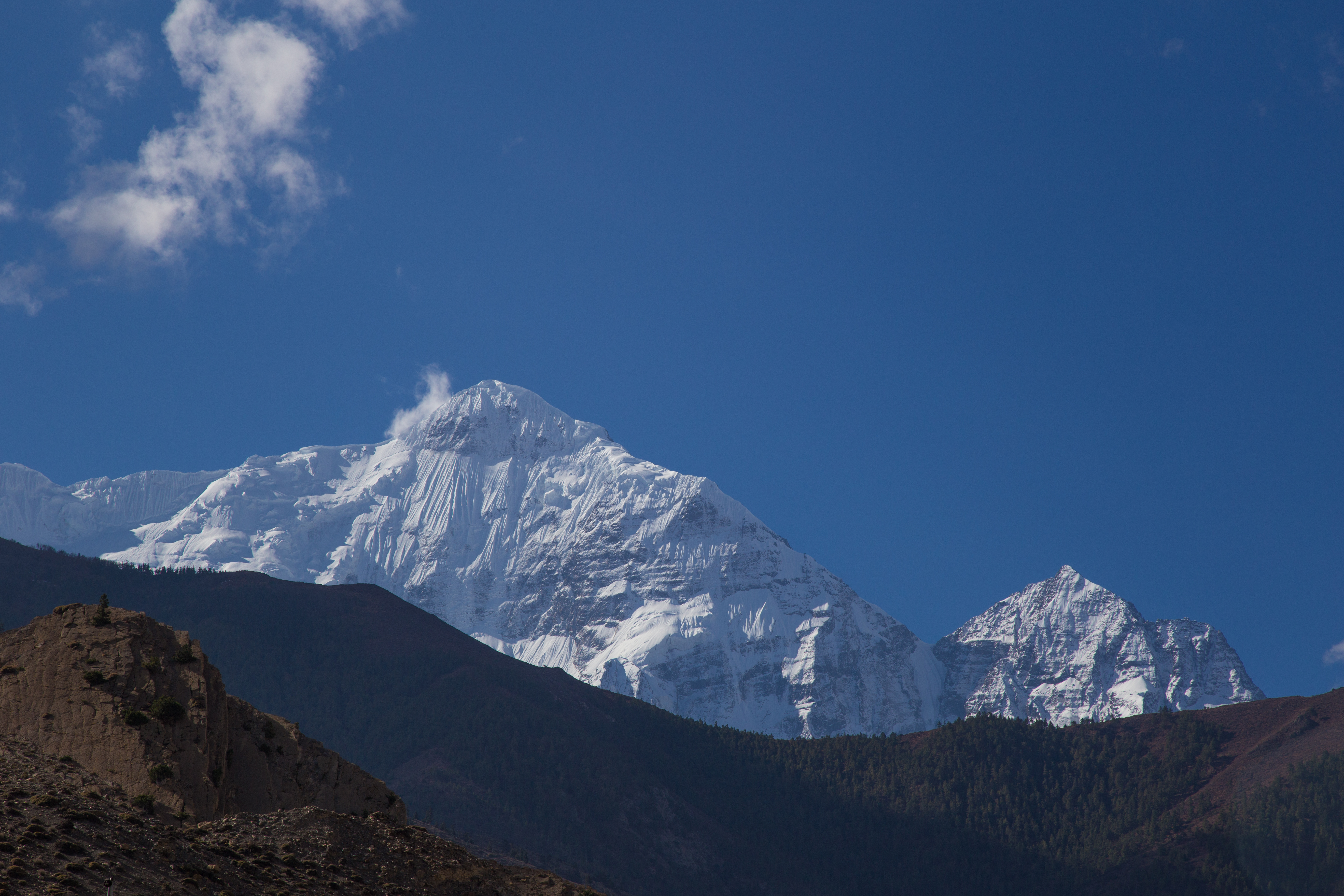
Nilgiri Himal är en kedja av tre bergtoppar i Annapurna-bergen i Nepal. Annapurna är en berömd del av Himalaya-bergen i centrala Nepal. Namnet "Annapurna" betyder "gudinnan till grödan" på sanskrit. De mycket imponerande bergen (över 7000 meter) är några av de farligaste i världen när det gäller klättring. Först i oktober 1962 nådde en holländsk Himalaya-expedition toppen. Teamledaren var en berömd fransk klättrare, Lionel Terray.

Lionel Terray, född 25 juli 1921 i Grenoble, död 19 september 1965, var en fransk klättrare som gjorde flera första bestigningar, inklusive Makalu i Himalaya (med Jean Couzy den 15 maj 1955) och Cerro Fitzroy i Patagonien i Anderna (1952 med Guido Magnone). 

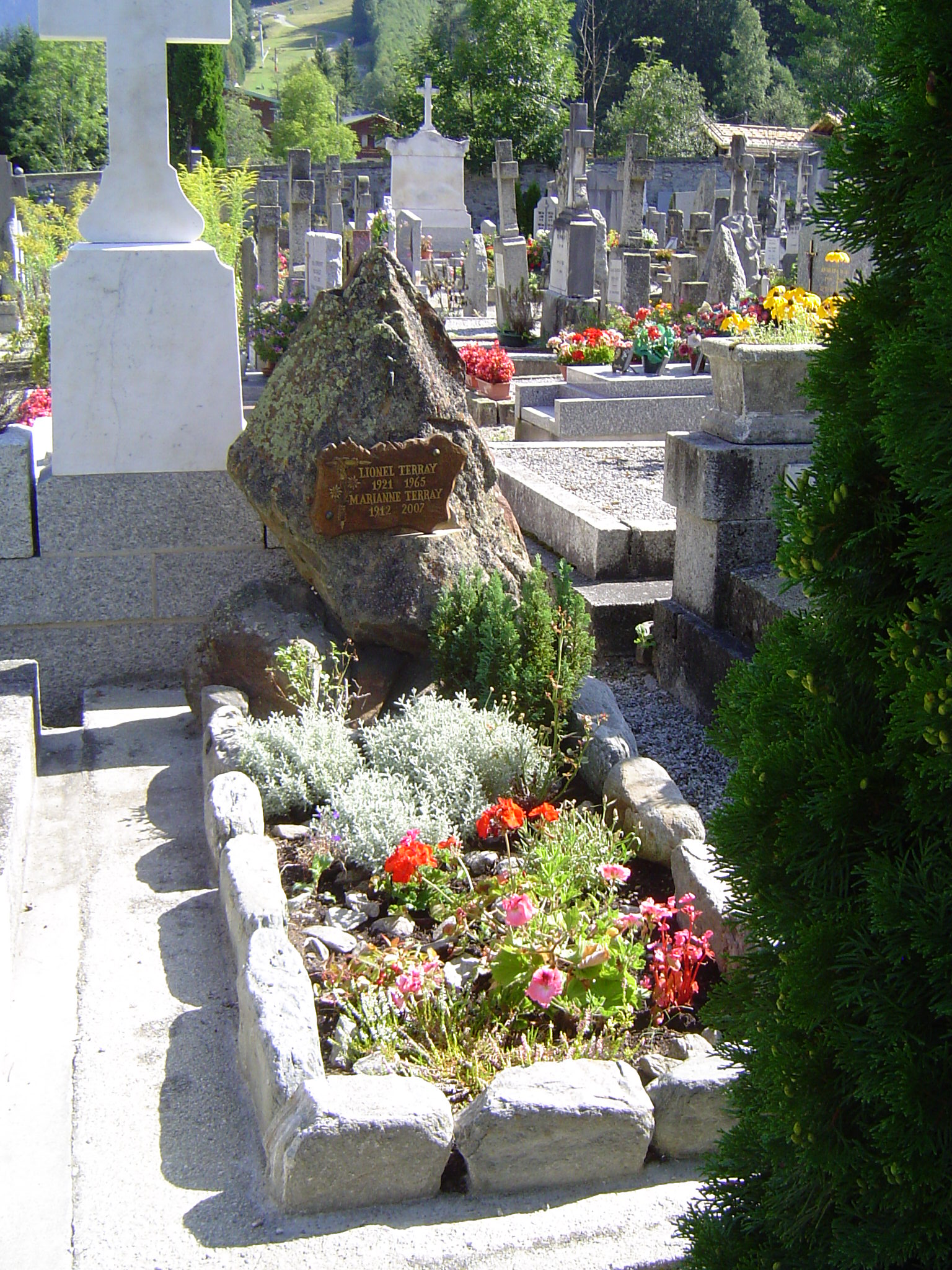
Lionel Terrays grav i Chamonix

## Biografi
Lionel Terray var bergsguide och skidinstruktör och var inblandad i bergstrider mot Tyskland under andra världskriget. Efter kriget blev han känd som en av de bästa klättrarna och bergsguiderna i Chamonix. I de franska, italienska och schweiziska Alperna är några av hans mest berömda snabba bestigningar Walker-pelaren på den södra väggen av Grandes Jorasses, den södra väggen på Aiguille Noire på Peuterey-ryggen, den nordöstra väggen på Piz Badile och den norra väggen av Eiger. Terray bröt flera tidigare hastighetsrekord, ofta i samband med sin klättringspartner Louis Lachenal.
Terray var medlem i Maurice Herzogs expedition från 1950, som syftade till att erövra toppen av Annapurna i den nepalesiska Himalaya. Det var den högsta erövrade bergstoppen på den tiden och den första 8000 meters-triumfen (även om de brittiska klättrarna George Mallory, Andrew Irvine, George Finch, Geoffrey Bruce, Henry Morshead, Teddy Norton och Howard Somervell nådde högre nivåer på 1920-talet på Everest). Terray nådde inte toppen vid Annapurna, men tillsammans med Adjiba-serpa hjälpte han Maurice Herzog och Louis Lachenal, som skulle ner från toppen. Både Herzog och Lachenal fick allvarliga frostskador och fick senare genomgå amputationer. Trots dessa händelser återvände det franska laget till Paris till enorma fester, och Herzogs bok Annapurna om expeditionen blev en internationell bästsäljare.
1947 gjorde Terray och Louis Lachenal den andra bestigningen av norra väggen på Eiger. Han deltog också i kampen för att rädda fyra klättrare fångade på norra väggen på Eiger 1957. Denna räddningsinsats är föremål för Jack Olsens berömda bok The Climb Up To Hell, där Terrays färdighet och mod specifikt nämns.
I slutet av 1950-talet och början av 1960-talet gjorde Terray ett antal första bestigningar i Peru, inklusive den högsta toppen i centrala Anderna, oerövrad på den tiden, den 20 981 fot (6 395 m) höga Huantsán. Lägre men svårare förstbestigningar är också förknippade med honom, som Willka Wiqi, Soray, Tawllirahu och Chacraraju, den senare förmodligen den svåraste toppen i de peruanska Anderna, och ansågs vara omöjlig att erövra vid den tiden. En av Terrays största prestationer var hans första bestigning av den 25 295 fot (7 710 m) höga Janut i Nepal 1962. Han klättrade också Nilgiri nära Annapurna, och han ledde den första bestigningen på den 12 240 fot (3 730 m) högt Mount Huntington i Alaska på den nordvästra ryggen 1964.
I december 1956 organiserade Terray ett räddningsförsök för två klättrare på Mont Blanc. Han uteslöts därför från Chamonix Guide's Association (bergsguideföreningen), som från början vägrade att delta i räddningen på grund av att risken var för stor för räddarna. Eftersom inga andra bergsguider gick med, inrättade Terray ett litet amatörlag. De vände tillbaka den 1 januari 1957, antingen på grund av dåligt väder eller i tron att en helikopter skulle försöka räddningen nästa dag. Terray kritiserade starkt föreningens avvisande beteende när varningen först mottogs.
Terray avled den 19 september 1965 under bergsklättring i Vercors, söder om Grenoble, några år efter publiceringen av Erövrare av det värdelösa, som sammanfattar hans klättrarkarriär. 
Lionel Terrays grav ligger i Chamonix i Frankrike, där en rondell har namngetts efter honom. 

## Relaterade artiklar
Lionel Terray är medlem i den franska grenen av Terray-familjen.